# Pin-Balma
Pin-Balma település Franciaországban, Haute-Garonne megyében. Lakosainak száma 1029 fő (2022. január 1.). Pin-Balma Montrabé, Balma, Flourens, Mondouzil és Mons községekkel határos.

## Népesség
A település népességének változása:
| Lakosok száma | 284  | 636  | 678  | 933  | 947  | 903  | 903  | 938  | 954  | 1029 |
|               | 1968 | 1982 | 1990 | 2006 | 2013 | 2015 | 2017 | 2019 | 2020 | 2022 |